# Jemielno
Jemielno (alemán: Gimmel) es un municipio rural y una localidad del distrito de Góra, en el voivodato de Baja Silesia (Polonia). Formó parte de Alemania hasta 1945.

## Geografía
La localidad de Jemielno se encuentra en el suroeste de Polonia, a unos 16 km al sur de Góra, la capital del distrito, y a unos 56 al noroeste de Breslavia, la capital del voivodato. El municipio limita con otros cinco —Góra, Niechlów, Rudna, Wąsosz y Wińsko— y tiene una superficie de 124,02 km² que abarca, además de la localidad de Jemielno, a Bieliszów, Borki, Chobienia, Chorągwice, Ciechanów, Cieszyny, Czeladź Mała, Daszów, Irządze, Kietlów, Łęczyca, Luboszyce, Luboszyce Małe, Lubów, Majówka, Osłowice, Piotrowice Małe, Piskorze, Psary, Równa, Śleszów, Smolne, Stanowice, Uszczonów, Zawiszów y Zdziesławice.

## Demografía
En 2011, según la Oficina Central de Estadística polaca, el municipio tenía una población de 3074 habitantes y una densidad poblacional de 25 hab/km².